# Hustadvika (Kommune)
Hustadvika ist eine Kommune im norwegischen Fylke Møre og Romsdal, die seit dem 1. Januar 2020 Bestand hat. Sie setzt sich aus den ehemaligen Kommunen Eide und Fræna zusammen und hat 13.460 Einwohner (Stand: 1. Januar 2025). Verwaltungssitz ist der Ort Elnesvågen.

## Geographie
Die Kommune grenzt an im Nordwesten an den Atlantik an einem Küstenabschnitt mit dem gleichen Namen. Nach diesem Abschnitt wurde die Kommune benannt.
Der östliche Teil von Hustadvika besteht aus bergigem Terrain mit Erhebungen von 600 bis 1000 Metern über dem Meer. Die höchste Erhebung ist der Snøtinden mit einer Höhe von 1026,5 moh.

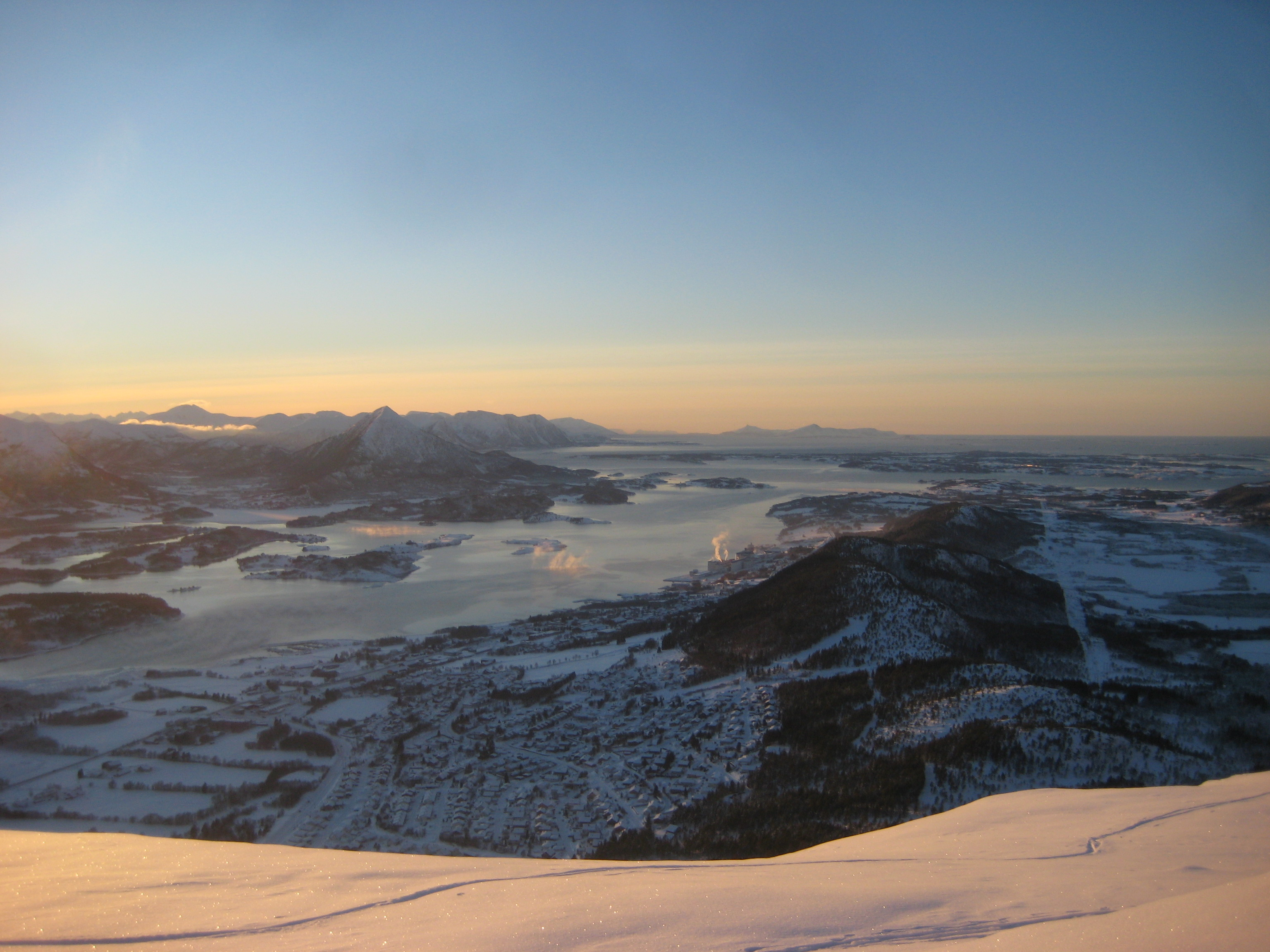
Elnesvågen im Winter

Die Kommune grenzt im Süden an Molde, im Südosten an Gjemnes, im Westen an Aukra und über den Fjord gesehen im Osten an Averøy.

## Wappen
Das Wappen trägt den Namen „Plogen og fisken“, was „Der Pflug und der Fisch“ bedeutet. Es symbolisiert zwei wichtige Industriezweige der Kommune: Landwirtschaft und Fischerei. Das Wappen zeigt einen stilisierten Fisch und Pflug in Silber auf blauem Untergrund. Es hat einen einfachen, stilistischen und modernen Ausdruck und wurde von der Künstlerin Madlen Behrendt gemeinsam mit dem Dichter Øystein Hauge entworfen.